# Roman Flügel
 (novembre 2024).
Si vous disposez d'ouvrages ou d'articles de référence ou si vous connaissez des sites web de qualité traitant du thème abordé ici, merci de compléter l'article en donnant les références utiles à sa vérifiabilité et en les liant à la section « Notes et références ».
En pratique : Quelles sources sont attendues ? Comment ajouter mes sources ?
Roman Flügel (né le 5 mai 1970 à Darmstadt) est un producteur et disc jockey allemand de musique électronique. Depuis les années 1990, Roman Flügel se fait connaître en tant que producteur sous différents pseudonymes tels que Eight Miles High, Roman IV, Ro 70 et Soylent Green.
En collaboration avec Jörn Elling Wuttke, il publie sous les alias Alter Ego, Acid Jesus, Holy Garage et Sensorama. Il collabore également avec des artistes connus tels que Ricardo Villalobos et se fait un nom sur la scène de la musique électronique grâce à des productions musicales transgenres. Depuis 2009, il se produit principalement sous son nom de naissance.

## Biographie

### Débuts et succès
Originaire de Darmstadt, il apprend le piano à l'âge de six ans et la batterie à l'âge de 12 ans. En tant que batteur, il fait partie de plusieurs groupes, un intérêt qui s'estompe après avoir découvert la musique électronique. C'est ainsi qu'il s'intéresse à l'EBM au début de l'adolescence, au milieu des années 1980, et qu'il entre pour la première fois en contact avec l'acid house et les débuts de la techno en 1987, grâce à la compilation House Trax 1 de la série DM Street Sounds, que lui avait offerte son frère aîné. Sur cette compilation participent des artistes comme Phuture ou Derrick May (alias Rhythm is Rhythm), qui sont considérés comme des précurseurs de ces genres musicaux et qui ont également inspiré Roman Flügel. Dès le début des années 1980, il s'intéresse à des morceaux de dance, comme par exemple Funky Town de Lipps Inc.
Outre la compilation Chicago House Trax, ses visites à l'ancien club techno légendaire de Francfort, l'Omen, s'avèrent déterminantes pour sa carrière musicale. Au début des années 1990, après avoir acheté l'équipement de studio nécessaire, Flügel transmet une bande démo au Darmstädter Jörn Elling Wuttke, à la suite de quoi leur collaboration est décidée. Le duo attire ensuite l'attention des DJ de Francfort et co-gérants du disquaire Delirium Atanasios Christos Macias et Heiko Schäfer, auxquels Roman Flügel et Jörn Elling Wuttke avaient auparavant présenté leur musique. Afin d'offrir à ces derniers un cadre individuel pour leurs publications, les sous-labels Klang Elektronik et Playhouse sont créés en 1993. Ce dernier est créé spécialement pour publier la musique de Flügel et Wuttke sous Holy Garage. Les deux sous-labels font partie du label mère Ongaku Musik, fondé en 1992. Afin de se consacrer entièrement à la musique électronique, Flügel abandonne des études de musicologie et, en tant que copropriétaire des sous-labels d'Ongaku, il participe à leur création pendant de nombreuses années, mais n'en fait actuellement plus partie activement.

### Depuis les années 2000

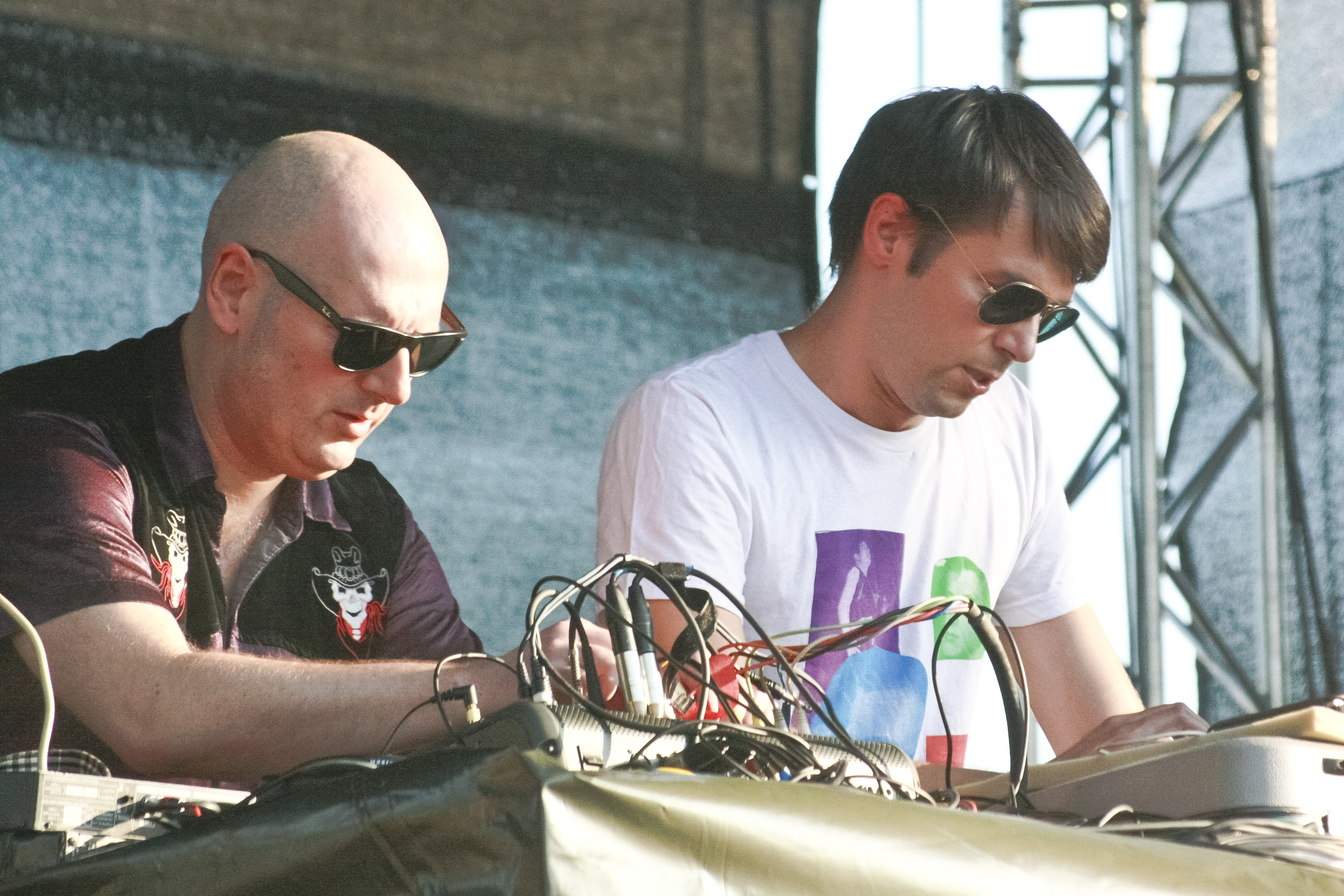
Alter Ego au Juicy Beats, 2009.

2004 est une année fructueuse pour Flügel. Avec l'album Transphormer et le tube Rocker, son groupe Alter Ego se fait connaître d'un public plus large. À la fin de cette même année, il obtient également un succès personnel. Tout commence lorsque Sven Väth lui demande de composer un morceau pour une compilation de son label Cocoon Recordings. Flügel ne sait d'abord pas quoi faire pour ce label et livre le titre à la sonorité amusante Geht's Noch?. Väth est très enthousiaste, cependant, et fait en sorte que la chanson devienne un tube européen dans les clubs au cours de l'année 2005. Flügel n'a cependant pas l'ambition de faire d'autres tubes, et se replonge dans d'autres projets. Avec le musicien et compatriote Christopher Dell, il enregistre l'album Superstructure (2005), qui présente de nombreuses influences jazz.
Alter Ego devient inactif en 2009 ; Ongaku Musik et ses sous-labels ne survivent pas non plus. Cependant, Flügel continue inlassablement à produire de la musique. En 2011, il forme avec Ricardo Villalobos le projet unique RiRom, dont est issu un single du même nom. Dans les années qui suivent, il produit les albums Fatty Folders (2011), Happiness Is Happening (2014) et All the Right Noises (2016). Pour le club londonien Fabric, il mixe le quatre-vingt-quinzième volume de leur série Fabric CD en 2017. À cette époque, il déménage à Berlin, car la scène dance de Francfort-sur-le-Main semble s'être vidée de sa substance. L'année 2018 assiste à la sortie de Themes I-XIII, sur lequel il opte à nouveau pour une pure ambient house. Le single Meeting of the Minds, issu du projet Noun, est un peu plus orienté dancefloor. Il s'agit d'une collaboration avec le Britannique Daniel Avery.

## Discographie

### Albums studio
- 1995 : Ro 70 (Source Records) (sous le nom de Ro 70)
- 2002 : Katalog (Klang Elektronik) (sous le nom de Eight Miles High)
- 2006 : La Forza del Destino (Playhouse) (sous le nom de Soylent Green)
- 2010 : Live at Robert Johnson Volume 5
- 2011 : Fatty Folders (Dial)
- 2014 : Happiness is Happening (Dial)
- 2016 : All The Right Noises (Dial)
- 2018 : Themes (ESP Institute)
- 2020 : Tracks on Delivery (Sister Midnight)
- 2021 : Eating Darkness (Running Back)
- 2022 : Balmy Evening (Mule Musiq)

### Singles et EP
- 1995 : Low (Playhouse) (sous Soylent Green)
- 1995 : Ro 70 (Source Records) (sous Ro 70)
- 1995 : FKK (Playhouse) (sous Roman IV)
- 1995 : Altes Testament (Playhouse) (sous Roman IV)
- 1996 : Make You Move (Ongaku Musik) (sous Roman vs. MSO)
- 1996 : Two (Klang Elektronik) (sous Eight Miles High)
- 1996 : One (Klang Elektronik) (sous Eight Miles High)
- 1997 : Pt 2 (Source Records) (sous Ro 70 meets Move D)
- 1998 : EP 2 (Playhouse) (sous Soylent Green)
- 1998 : Pt 2 (Source Records) (sous Ro 70 meets Move D)
- 1999 : Acid Test One and Two (Playhouse) (sous Acid Test)
- 2000 : Chamber Musik (Klang Elektronik) (sous Eight Miles High)
- 2000 : Part 1 (Ongaku Musik)
- 2000 : Part 2 (Ongaku Musik)
- 2002 : Part 3 (Ongaku Musik)
- 2002 : Part 4 (Ongaku Musik)
- 2004 : Geht's Noch? (Cocoon Recordings)
- 2006 : Mutter (Klang Elektronik)
- 2008 : Neues Testament (Playhouse) (sous Roman IV)
- 2009 : Stricher (Turbo)
- 2010 : La Paloma (Running Back) (sous Roman IV)
- 2010 : How To Spread Lies (Dial)
- 2010 : Brian Le Bon (Live at Robert Johnson)
- 2011 : RiRom, RoRic (Raum… Musik)
- 2011 : Brasil (Dial)
- 2011 : Desperate Housemen (Live at Robert Johnson)
- 2012 : Cookie Dust (Live at Robert Johnson)
- 2013 : Even More (Jack For Daze)
- 2014 : The Odd Lobster (Ostgut Ton)
- 2014 : Hachinoko (Delicacies) (avec Simian Mobile Disco)
- 2015 : Monday Brain (Hypercolour)
- 2015 : Sliced Africa (Dial)
- 2016 : Verschiebung (Die Orakel)
- 2017 : Black Acid EP (Phonica Records)
- 2018 : 1995 (Hardworksoftdrink)
- 2019 : Fun Fort (Mule Music)
- 2020 : Acid Test (Running Back Double Copy)
- 2020 : Garden Party (Running Back)
- 2021 : Anima EP (Running Back)
- 2022 : Mega EP (Running Back)
- 2022 : Yes People (REKIDS)
- 2024 : Hotel Karthago/Energies (Phantasy)